# Андерсон, Бекки
Ребекка Андерсон, известная как Бекки (род. 15 ноября 1967 года) — британская журналистка, ведущая флагманской новостной программы CNN International в прайм-тайм Connect the World. Ранее она вела Business International.

## Биография
Ребекка Андерсон родилась в Англии. Она получила степень бакалавра экономики и французского языка в Университете Сассекса и степень магистра в области массовых коммуникаций в Университете штата Аризона.
Она работала в Bloomberg, CNBC и присоединилась к CNN в 1999 году.

## Постановочные протестные обвинения
Андерсон подверглась критике после инцидента, связанного с нападением на Лондонский мост в 2017 году, когда её обвинили в организации мероприятия, на котором мусульмане демонстрируют сочувствие к жертвам нападения. Однако CNN опроверг это утверждение. «Эта история — нонсенс», говорится в заявлении CNN. «Группа демонстрантов, которая находилась у полицейского кордона, была пропущена офицерами, чтобы они могли показать свои знаки собравшимся СМИ. Съёмочная группа CNN вместе с другими присутствующими СМИ просто снимала их на видео».